# Samuel Lebret
Pour les articles homonymes, voir Lebret.
Samuel Lebret, né le 9 juillet 1987, est un haltérophile français.
Il est sacré champion de France en 2010 dans la catégorie des plus de 105 kg.